# Leonilla Ivanovna Barjatinskaja
Principessa Leonilla Ivanovna Barjatinskaja, in russo Леонилла Ивановна Барятинская? (Mosca, 9 maggio 1816 – Losanna, 1º febbraio 1918), è stata una nobildonna russa.

## Biografia
Era la figlia del principe Ivan Ivanovič Barjatinskij (1767-1825), un membro di una delle famiglie più influenti della nobiltà russa, e della sua seconda moglie, la contessa Marija Fëdorovna Keller (1792-1858), figlia di un diplomatico prussiano.

## Matrimonio

Ritratto della principessa Leonilla Ivanovna, di Franz Xaver Winterhalter, 1843.

Sposò, il 23 ottobre 1834, il principe Ludwig von Sayn-Wittgenstein-Berlenburg (1799-1866), un aristocratico russo di origine tedesca, che era conosciuto in Russia come Lev Petrovič Vitgenštejn. Ebbero quattro figli:
- Fëdor L'vovič (1836-1909), sposò Wilhelmine Hagen.
- Antonija L'vovna (1839-1918), dal 1857 è sposata con Mario Chigi Albani della Rovere, VII principe di Farnese
- Lev L'vovič (1843-1876);
- Aleksandr L'vovič (1847-1940), sposò Marie-Augustine-Yvonne de Blacas d'Aulps.

Nel 1848 lasciarono la Russia. Suo marito ricevette dal re Federico Guglielmo IV di Prussia il Castello di Sayn, che era stato distrutto negli Guerra dei trent'anni.
La famiglia principesca si trasferiva in paese a paese, a seconda delle stagioni, portando con sé i loro bambini, animali domestici, servitori e tutor.
Leonilla si convertì al cattolicesimo e visse a Roma e poi a Parigi, dove ha assistito al saccheggio delle Tuileries nel 1848.

## Morte
Leonilla morì il 1º febbraio 1918, all'età di 101 anni, nella sua residenza sul lago di Ginevra.

## Ascendenza
|                                                   |                                   |                                                         | Genitori                                                           |  |  | Nonni |  |  | Bisnonni                        |  |  | Trisnonni                       |  |
|                                                   |                                   |                                                         |                                                                    |  |  |       |  |  | 8. Sergej Ivanovič Barjatinskij |  |  | 16. Ivan Feodorovič Bariatinski |  |
|                                                   |                                   |                                                         |                                                                    |  |  |       |  |  | 8. Sergej Ivanovič Barjatinskij |  |  | 16. Ivan Feodorovič Bariatinski |  |
|                                                   |                                   | 17. Natal'ja Gavrilovna Golovkina                       |                                                                    |  |  |       |  |  | 8. Sergej Ivanovič Barjatinskij |  |  |                                 |  |
| 4. Ivan Sergeevič Barjatinskij                    |                                   |                                                         |                                                                    |  |  |       |  |  | 8. Sergej Ivanovič Barjatinskij |  |  |                                 |  |
|                                                   |                                   | 9. Mavra Stepanova Savelova                             | 18. Afanasj Timofeevič Savelov                                     |  |  |       |  |  |                                 |  |  |                                 |  |
|                                                   |                                   | 9. Mavra Stepanova Savelova                             | 18. Afanasj Timofeevič Savelov                                     |  |  |       |  |  |                                 |  |  |                                 |  |
|                                                   |                                   | 9. Mavra Stepanova Savelova                             | 19. Ekaterina Ivanovna Velyaminova-Zernova                         |  |  |       |  |  |                                 |  |  |                                 |  |
| 2. Ivan Ivanovič Barjatinskij                     |                                   | 9. Mavra Stepanova Savelova                             |                                                                    |  |  |       |  |  |                                 |  |  |                                 |  |
|                                                   |                                   | 10. Peter August von Schleswig-Holstein-Sonderburg-Beck | 20. Friedrich Ludwig von Schleswig-Holstein-Sonderburg-Beck        |  |  |       |  |  |                                 |  |  |                                 |  |
|                                                   |                                   | 10. Peter August von Schleswig-Holstein-Sonderburg-Beck | 20. Friedrich Ludwig von Schleswig-Holstein-Sonderburg-Beck        |  |  |       |  |  |                                 |  |  |                                 |  |
|                                                   |                                   | 10. Peter August von Schleswig-Holstein-Sonderburg-Beck | 21. Luise Charlotte von Schleswig-Holstein-Sonderburg-Augustenburg |  |  |       |  |  |                                 |  |  |                                 |  |
| 5. Katharina von Schleswig-Holstein-Holstein-Beck |                                   | 10. Peter August von Schleswig-Holstein-Sonderburg-Beck |                                                                    |  |  |       |  |  |                                 |  |  |                                 |  |
|                                                   |                                   | 11. Natal'ja Nikolaevna Golovina                        | 22. Nikolai Fëdorovič Golovin                                      |  |  |       |  |  |                                 |  |  |                                 |  |
|                                                   |                                   | 11. Natal'ja Nikolaevna Golovina                        | 22. Nikolai Fëdorovič Golovin                                      |  |  |       |  |  |                                 |  |  |                                 |  |
|                                                   |                                   | 11. Natal'ja Nikolaevna Golovina                        | 23. Sofia Nikitichnaya Pushkina                                    |  |  |       |  |  |                                 |  |  |                                 |  |
| 1. Leonilla Ivanovna Barjatinskaja                |                                   | 11. Natal'ja Nikolaevna Golovina                        |                                                                    |  |  |       |  |  |                                 |  |  |                                 |  |
|                                                   | 12. Christoph Dietrich von Keller | 24. Friedrich Heinrich von Keller                       |                                                                    |  |  |       |  |  |                                 |  |  |                                 |  |
|                                                   | 12. Christoph Dietrich von Keller | 24. Friedrich Heinrich von Keller                       |                                                                    |  |  |       |  |  |                                 |  |  |                                 |  |
|                                                   | 12. Christoph Dietrich von Keller | 25. Maria Magdalena von Zeller                          |                                                                    |  |  |       |  |  |                                 |  |  |                                 |  |
| 6. Dorotheus Ludwig Christoph von Keller          | 12. Christoph Dietrich von Keller |                                                         |                                                                    |  |  |       |  |  |                                 |  |  |                                 |  |
|                                                   |                                   | 13. Eleonore von Mauchenheim                            | 26. Friedrich Ludwig von Mauchenheim                               |  |  |       |  |  |                                 |  |  |                                 |  |
|                                                   |                                   | 13. Eleonore von Mauchenheim                            | 26. Friedrich Ludwig von Mauchenheim                               |  |  |       |  |  |                                 |  |  |                                 |  |
|                                                   |                                   | 13. Eleonore von Mauchenheim                            | 27. Auguste Caroline von Leutzsch                                  |  |  |       |  |  |                                 |  |  |                                 |  |
| 3. Marie Wilhelmina von Keller                    |                                   | 13. Eleonore von Mauchenheim                            |                                                                    |  |  |       |  |  |                                 |  |  |                                 |  |
|                                                   |                                   | 14. Christian Ludwig zu Sayn-Wittgenstein-Berleburg     | 28. Ludwig Franz zu Sayn-Wittgenstein-Berleburg                    |  |  |       |  |  |                                 |  |  |                                 |  |
|                                                   |                                   | 14. Christian Ludwig zu Sayn-Wittgenstein-Berleburg     | 28. Ludwig Franz zu Sayn-Wittgenstein-Berleburg                    |  |  |       |  |  |                                 |  |  |                                 |  |
|                                                   |                                   | 14. Christian Ludwig zu Sayn-Wittgenstein-Berleburg     | 29. Helene Amelie zu Solms-Baruth                                  |  |  |       |  |  |                                 |  |  |                                 |  |
| 7. Amalia Louise zu Sayn-Wittgenstein-Berleburg   |                                   | 14. Christian Ludwig zu Sayn-Wittgenstein-Berleburg     |                                                                    |  |  |       |  |  |                                 |  |  |                                 |  |
|                                                   |                                   | 15. Amalie Ludowika Finck von Finckenstein              | 30. Elias Ernst Finck von Finckenstein                             |  |  |       |  |  |                                 |  |  |                                 |  |
|                                                   |                                   | 15. Amalie Ludowika Finck von Finckenstein              | 30. Elias Ernst Finck von Finckenstein                             |  |  |       |  |  |                                 |  |  |                                 |  |
|                                                   |                                   | 15. Amalie Ludowika Finck von Finckenstein              | 31. Maria Louise Luisa van Reichau                                 |  |  |       |  |  |                                 |  |  |                                 |  |
|                                                   |                                   | 15. Amalie Ludowika Finck von Finckenstein              |                                                                    |  |  |       |  |  |                                 |  |  |                                 |  |